# Antoine Brizard
Pour les articles homonymes, voir Brizard.
Antoine Brizard, né le 22 mai 1994 à Poitiers, est un joueur international français de volley-ball. Il évolue au poste de passeur au sein du club italien de Piacenza. En 2021, Il gagne avec l'Équipe de France le premier titre olympique de son histoire, lors des Jeux de Tokyo 2020, avec un geste décisif en finale contre les joueurs du comité olympique Russe. Il remporte la ligue des nations en 2022 contre l’équipe nationale américaine.

## Biographie

### Débuts en France
En 2012, Antoine Brizard arrive au Paris Volley à 18 ans. Pendant trois ans, il progresse aux côtés de Guillermo Hernan notamment. Le club parisien joue la Ligue des champions et ne prend pas le risque de donner des responsabilités au jeune passeur français.
En 2015, Antoine Brizard quitte le Paris Volley pour gagner du temps de jeu à Toulouse. En 2017, Brizard quitte la France.

### Joueur majeur à l'étranger
D’abord décidé à rejoindre le championnat italien, Stéphane Antiga, nouvel entraîneur à Varsovie et idole de jeunesse de Brizard, le convainc de le rejoindre en Pologne. Il entre au club en 2017 et y passera 3 saisons.
En 2020-2021, Brizard évolue à Saint-Pétersbourg, sans que sa femme vienne habiter avec lui.
À l'été 2021, il devient partenaire financier du Paris Volley, son premier club professionnel, aux côtés des entraîneurs Stéphane Antiga, Glenn Hoag et de l'attaquant polonais Wilfredo Leon.
Pour la saison 2021-2022, le Français rejoint l'Italie et le Pallavolo Plaisance,.
En janvier 2022, Antoine Brizard est désigné meilleur joueur du monde de l'année 2021 par la Fédération internationale de volley-ball,.

### En équipe nationale
Le 7 août 2021 à Tokyo, il est sacré champion olympique avec l'équipe de France, se montrant décisif dans le tie-break du cinquième set de la finale face aux joueurs du Comité olympique russe. Son smash en « première main », geste osé qui fait le tour du monde, donne à son équipe deux balles de match. Il remporte avec l’équipe de France sa première médaille d'or aux Jeux.
Antoine Brizard et Benjamin Toniutti forment alors le duo de passeur de l'équipe de France.
Seulement quelques mois après le titre olympique, en septembre 2021, les Bleus et Brizard disputent le Championnat d'Europe. Fatigués physiquement et mentalement (31 matches officiels et deux amicaux depuis mai), les Français et leur nouveau sélectionneur Bernardinho sont éliminés dès les huitièmes de finales.
En 2024, il participe avec l'équipe de France aux Jeux olympiques d'été à Paris. Lors de la phase de poule, il est le grand artisan de la victoire contre le Canada (3 sets à 0) qui qualifie la France en quart de finale, en étant l'auteur de 6 aces.

## Style de jeu
Antoine Brizard évolue au poste de passeur. Après sa désignation comme meilleur joueur mondial de l'année 2021, Brizard est heureux certes, mais se confie sur ce rôle souvent moins mis en avant : « C’est un peu la base du jeu de passeur d’être dans l’ombre, donc je n’ai jamais spécialement voulu être dans la lumière ».

## Palmarès

### Sélection nationale
- Jeux olympiques (2)
  -  : 2024
  -  : 2020
- Ligue mondiale (1)
  -  : 2017, 2022
  -  : 2016.
- Ligue des nations
  -  : 2018.
- Championnat du monde U19
  -  : 2011.
- Mémorial Hubert Wagner
  -  : 2017.
  -  : 2018.

### Clubs
Compétitions mondiales
- Coupe de la CEV (1)
  - Vainqueur : 2014.

Compétitions nationales
- Championnat de France
  - Finaliste : 2013, 2014, 2015, 2017.
- Championnat de Pologne
  - Finaliste : 2019, 2020.
- Coupe de France
  - Finaliste : 2014.
- Coupe de Russie
  - Finaliste : 2020[10].
- Supercoupe de France[11] (1)
  - Vainqueur : 2013.
  - Finaliste : 2014.
- Supercoupe de Pologne[12]
  - Finaliste : 2019
- Coupe d’Italie (1)
  - Vainqueur : 2023 [13]

### Distinctions individuelles
Antoine Brizard est désigné meilleur joueur du monde de l'année 2021 par la Fédération internationale de volley-ball,.
- 2024 : Ligue des Nations 2024 – Meilleur passeur et MVP
- 2011 : Championnat du monde U19 – Meilleur passeur

## Décoration
- Chevalier de la Légion d'honneur (2021)[14]
- Officier de l'ordre national du Mérite (2024)[15]